# Musée de la vannerie de Cadenet
Le Musée de la Vannerie de Cadenet est un musée départemental, consacré à la vannerie, activité économique traditionnelle du village de Cadenet, en Vaucluse, au sud du massif du Luberon.

## Histoire
Créé en 1998, le Musée de la Vannerie de Cadenet a été constitué avec l'aide de la population du village. En effet, les deux tiers des collections proviennent de dons des particuliers de la commune, objets hérités de leurs parents ou grands-parents. Il est installé dans les locaux d'une ancienne vannerie, La Glaneuse.

## Les collections
Le musée a pour but de présenter tous les types de vannerie utilisées dans le monde, au cours de l'Histoire, et notamment les méthodes de travail locales. Plusieurs collections sont présentes dans le musée, toutes en relation avec la vannerie :
- outils des ateliers de vannerie
- collection de plus de 1 000 objets de vannerie
- médiathèque, comprenant des enregistrements sonores et vidéo
- différents matériaux utilisés

Une bibliothèque, ainsi que des ateliers pratiques sont également à la disposition du visiteur.

## Pour en savoir plus